# ساب 2000
ساب 2000 (بالإنجليزية: Saab 2000)‏ هي طائرة أنتجت في 1992 بالسويد. من صناعة شركة ساب للطائرات. تستخدم بشكل أساسي من قبل الخطوط الجوية الشرقية . كان أول طيران لها في 26 مارس 1992. دخلت الخدمة في 30 أغسطس 1994، ومازالت في الخدمة حتى الآن. صنع منها 63 طائرة.

## المستخدمون

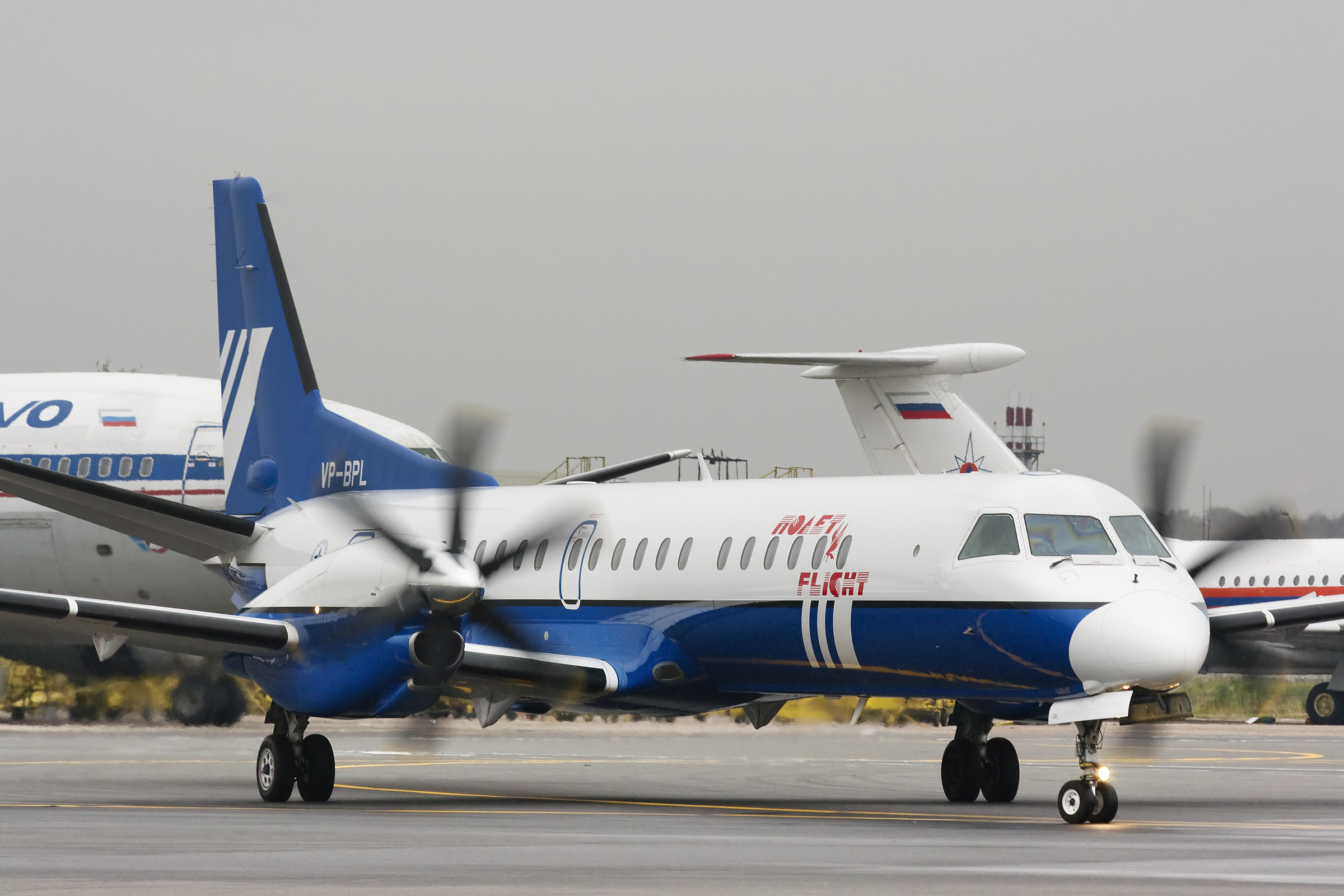
widthpx

- الخطوط الجوية الشرقية
- كارباتإير
- خطوط داروين الجوية
- قولدن اير
- فلاي لال